# Abspann

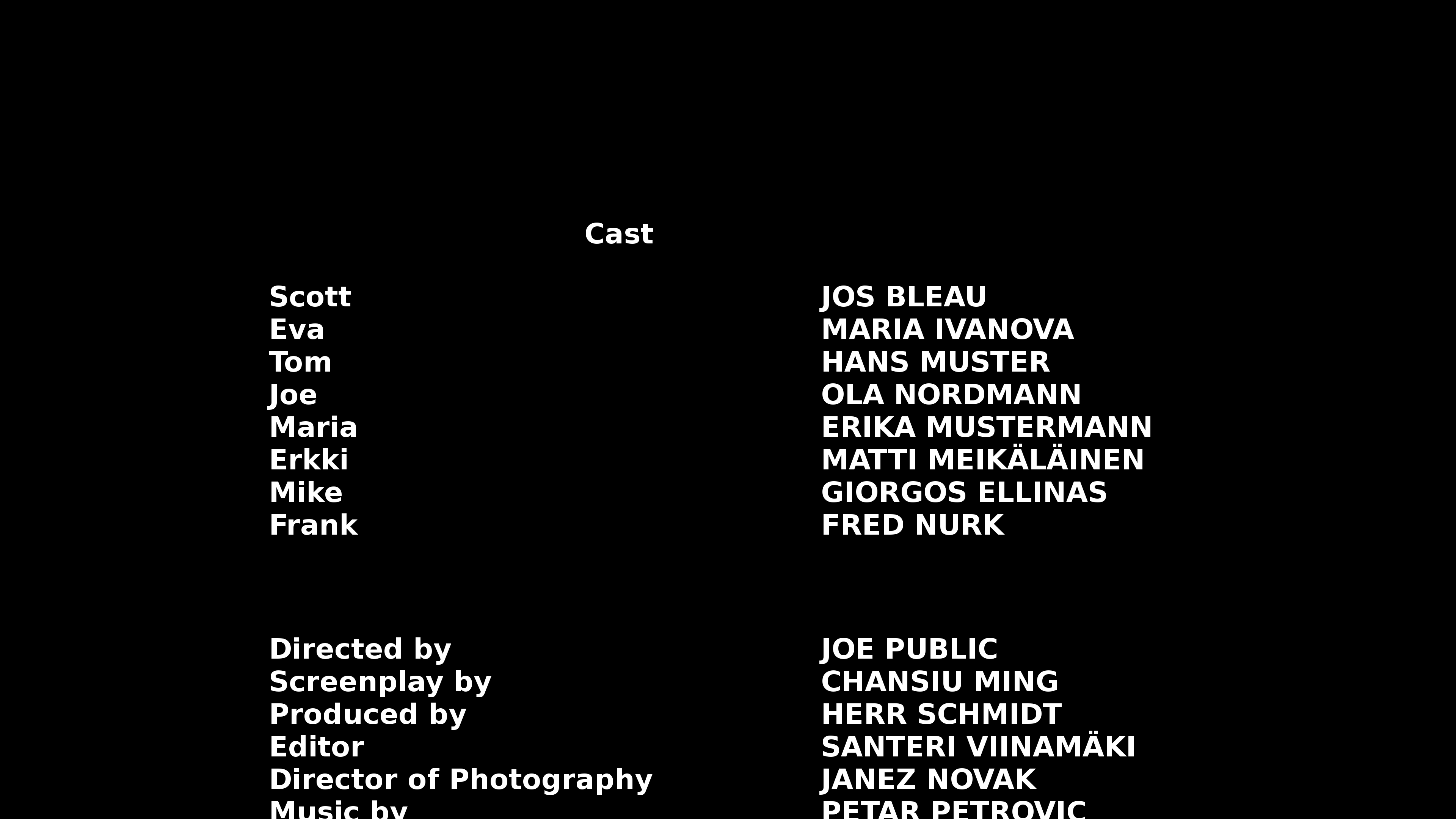
Beispiel

Der Abspann (auch Nachspann) ist ein grafisch gestaltetes Endelement eines Films, einer Fernsehsendung oder mancher Computerspiele. Im Abspann werden typischerweise die Credits gezeigt. Dabei ist es Konvention, zunächst die Darsteller und dann den Stab – häufig mit den wichtigsten Personen zuerst – zu nennen. Am Ende des Abspanns stehen in der Regel die Produktionsfirmen sowie rechtliche Hinweise, vor allem die urheberrechtlichen Angaben. Technisch wird der Abspann meist als Rolltitel realisiert.

## Technik und Wirkung
Den Abspann nutzen die Filmemacher oft als Möglichkeit, Danksagungen oder Widmungen auszusprechen. Mitunter findet sich hier auch eine Angabe zum tatsächlichen Drehort. Hier werden meist die Sponsoren bzw. deren Markennamen genannt und technische Informationen zu Filmverfahren, -material und verwendeten Linsensystemen gegeben sowie behördliche Freigaben und – neben Filmgesellschafts- oder -verleihangaben – das Produktionsjahr und -land. Oft kann der Interessierte hier auch die gehörten Musiktitel samt Interpret und Komponist in Erfahrung bringen.
Viele Zuschauer betrachten den Abspann allerdings nur als langweiliges Anhängsel und beachten ihn daher nicht. Dies führt zu einem Interessenkonflikt zwischen Filmemachern, Zuschauern sowie Fernsehsendern.
Bei sehr alten Filmen existiert meist kein Abspann. Hier wurde häufig durch ein einfaches „Ende“, „The End“ oder „Fin“ der Film beendet. Die Namen der Mitwirkenden wurden dabei ausschließlich im Filmvorspann genannt. Heute wird in vielen Fällen eine Mischform verwendet, bei der im Vorspann nur die Namen der wichtigsten Darsteller, der Produzenten und des Regisseurs eingeblendet werden und nach dem Film noch ein umfangreicher Abspann folgt, bei dem (fast) alle Beteiligten erwähnt werden.

### Maßnahmen zur Attraktivitätssteigerung
Im Kino verlässt ein Großteil der Zuschauer den Saal bereits zu Beginn des Abspanns, der in vielen Fällen mehrere Minuten dauern kann. Die Filmemacher haben im Laufe der Zeit verschiedene Methoden entwickelt, dem möglichst entgegenzuwirken. So kann es vorkommen, dass eine komplexe, verschachtelte Handlung nur durch zuvor nicht gezeigte Schlüsselszenen aufgelöst wird, die in den Abspann einmontiert sind (ein besonderes Merkmal z. B. in Wild Things, Super 8). Das trifft außerdem auch auf Hangover zu, bei dem im Abspann noch Unklares erklärt wird.
Eine Variante dieser Methode besteht darin, erst nach dem traditionellen Abspann noch eine kurze, meist lustige Szenenhandlung als „Rausschmeißer“ zu zeigen. Beispiele: Fluch der Karibik, Der Schuh des Manitu, Der SpongeBob Schwammkopf Film, Bean – Der ultimative Katastrophenfilm, die Detektiv-Conan-Filmreihe und Scary Movie.
Manche Filme versuchen auch, ihr Publikum im Abspann noch mit lustigen Versprechern oder sonstigen Pannen (Outtakes) der Dreharbeiten zu unterhalten (z. B. bei Jackie-Chan-Filmen). Pixar hat für seine computeranimierten Filme eigens erdachte „Pannen“ für den Abspann produziert.
Außerdem ist während des Abspanns meist einer der Titelsongs oder Titelmelodien zu hören. Vielen Filmkomponisten, die während des Films nah am Bild entlang komponieren müssen, dient der Abspann als Gelegenheit, die entwickelten musikalischen Gedanken in einer konzertanteren Version nochmals auszuarbeiten und ihnen mehr Freiraum zu schaffen, ähnlich der klassischen Ouvertüre vieler Hollywoodfilme des Golden Age. So können auch abrupte Stimmungswechsel, die der Film vorgibt, in der konzertanten Version flüssiger durchkomponiert werden. Auf vielen Alben instrumentaler Filmmusik wird der betreffende Titel oft unter der Bezeichnung „End Credits“ oder „Suite“ geführt und meist am Albumende platziert, manchmal jedoch auch bewusst an den Anfang gesetzt, um ihm so besagten Ouvertüren-Charakter zu verleihen.
Auch die Macher von Fernsehsendungen sind daran interessiert, Credits zu zeigen, wobei diese Abspanne allerdings von vornherein wesentlich kürzer ausfallen als die von Kinofilmen. Dennoch wird auch hier oft versucht, den Abspann interessanter zu gestalten, z. B. zeigen Comedyserien wie SketchUp nach dem Abspann gerne noch einen Extrasketch.
Es kann sich bei Slapstick-Komödien auch durchaus lohnen, den ganzen Abspann im Kinosessel zu bleiben, weil sich beim Verfolgen des Abspanns noch weitere Gags zeigen. Im Abspann von „Die nackte Kanone 2 1/2“ werden mehrere Kuchenrezepte eingebunden, und am Schluss kommt: „Wenn Sie zu Beginn des Abspanns gegangen wären, könnten Sie längst zuhause sein.“

### Abspannbehandlung bei der Ausstrahlung im Fernsehen
Anders als im Kino werden im Free-TV Film- und Serienabspänne fast immer entfernt und durch kleine eingeblendete Fenster ersetzt, bei denen gleichzeitig schon eine Vorschau für den nächsten Film oder ein Werbespot gezeigt wird. Begründet wird dies damit, dass der Abspann den Programmfluss unterbricht und den Zuschauer zum Wechsel des Fernsehsenders animiert. Fast immer wird jedoch der Text im Bildlauf von unten nach oben angezeigt.
Der private Fernsehsender Tele 5 lässt bei Spielfilmen den Abspann hingegen, bis auf wenige Ausnahmen, lediglich kurz anlaufen und blendet ihn meist unmittelbar mit einer Schwarzblende aus.
Eine andere Variante der Kürzung des Abspanns praktizieren einige öffentlich-rechtliche Fernsehsender in Deutschland, indem der Abspann mit teilweise wesentlich höherer Geschwindigkeit abgespielt wird als eigentlich vorgesehen; stellenweise werden auch schlicht Teile des Abspanns entfernt. Die Musik, die durch dieses Verfahren zwangsläufig abgeschnitten werden muss, wird zum Ende hin ausgeblendet oder durch gesprochene Programmhinweise überlagert. Wenn zu Beginn des Abspanns noch die letzte Filmszene im Hintergrund zu sehen ist, beschleunigt der Abspann erst, deutlich sichtbar, nach der letzten Schwarzblende.

#### SonderfallSchindlers Liste
Der einzige Spielfilm, der im Free-TV immer mit Abspann gezeigt wird, ist Steven Spielbergs Schindlers Liste. Steven Spielberg hat in den Lizenzbestimmungen unter anderem festlegen lassen, dass der Film von Fernsehsendern nicht geschnitten werden darf und Vor- und Abspann in voller Länge gezeigt werden müssen. Auf ProSieben wurde der Bildschirm bei den letzten Ausstrahlungen dafür geteilt: In der oberen Hälfte des Bildes lief der Abspann mit den üblichen Credits, in der unteren Hälfte Szenenbilder aus dem Film.
Dieses Verfahren wurde auch bei Harry Potter und der Stein der Weisen bei der Free-TV-Premiere auf ORF angewendet.

#### Behandlung als Werbefläche im Pay-TV „Sky“
Seit Ende 2013 wird im Erstausstrahlungskanal „Sky Cinema“ der Abspann als Werbefläche in eigener Sache genutzt. Seitens Sky wird kommuniziert, dass dies eine Orientierungshilfe darstelle und von vielen Kunden positiv aufgenommen werde, allerdings wurde von Gegnern eine Online-Petition zur Einstellung von Werbung im Film-Abspann ins Leben gerufen. Sky reagierte auf die Petition mit der Eigeneinschätzung, dass es sich nicht um Werbung und keine Unterbrechung handle.

## Buchstabenkürzel
Gelegentlich, besonders bei US-amerikanischen Filmen, werden im Abspann den Namen von manchen Crewmitgliedern noch diverse Buchstabenkürzel nachgestellt, die explizit auf die Mitgliedschaft der betreffenden Person in einer bestimmten, oftmals honorigen Vereinigung hinweisen sollen. Die wichtigsten Kürzel sind:
- A.C.E.   = American Cinema Editors
- A.S.C.   = American Society of Cinematographers
- B.S.C.   = British Society of Cinematographers
- BVK      = Berufsverband Kinematografie
- C.S.A.   = Casting Society of America
- G.B.F.E. = Guild of British Film Editors
- M.P.S.E. = Motion Picture Sound Editors

Daneben gibt es noch eine Vielzahl weiterer Vereinigungen von praktisch allen beim Film vertretenen Berufsgruppen, deren Mitglieder aber selten im Abspann explizit als solche hervorgehoben werden. Ihre Dachorganisation ist die International Alliance of Theatrical Stage Employes oder kurz I.A.T.S.E.
Taucht im Abspann das Pseudonym Alan Smithee auf, will der Betreffende nicht mit dem Film in Verbindung gebracht werden.